# Château de Laiuse
Le château de Laiuse est un château en ruine situé en Estonie. Le château a appartenu à l'ordre de Livonie. Il a été occupé par Charles XII de Suède entre 1700 et 1701.